# Font de la Vall (Montllobar)
La Font de la Vall és una font del terme municipal de Tremp, del Pallars Jussà, a l'antic terme de Fígols de Tremp, en territori de l'antic poble de Montllobar.
Està situada a 802 m d'altitud, al fons de la vall del barranc de Montllobar, a sota i a ponent del cim de Montllobar.